# Wola Batorska
Wola Batorska – wieś w Polsce, położona w województwie małopolskim, w powiecie wielickim, w gminie Niepołomice. Znajduje się przy Wiśle i oddalona jest około 30 km od Krakowa. Liczba mieszkańców wynosi około 3160 (stan na 2023r.), co czyni ją jedną z największych wsi w powiecie.
W latach 1975–1998 miejscowość administracyjnie należała do województwa krakowskiego.

## Integralne części wsi
| części wsi | Borek, Hysne, Dąbrowa, Dąbrówka, Kępa, Kolanów, Koźlica, Mikoniowiec, Pagórki, Podwale, Przyborowie, Ruskie, Sitowiec, Świdowa, Tarnówka, Więcierzów, Zamogilice |

## Historia
Pierwsza wzmianka o Woli Batorskiej pojawiła się w archiwach królewskich z roku 1273, wieś ta nazywała się wtedy Czystebrzegi. Nie jest znane pochodzenie dzisiejszej nazwy, niektórzy dementują hipotezy o nazwie wsi pochodzącej od Króla Stefana Batorego, wiadomo też, że Wola Batorska nazywała się kiedyś Batużyńską Wolą od nazwy niejakiego Batużyńskiego, przypuszcza się też, że nazwa uległa przekształceniu i dlatego występuje teraz w takiej formie. Do pierwszego rozbioru w 1772 r. wieś wchodziła w skład królewszczyzn. W okresie zaborów znalazła się w granicach monarchii Habsburgów, ale już po 1815 r. granica z zaborem rosyjskim biegła wzdłuż Wisły, nad którą położona jest Wola Batorska. Po upadku powstania listopadowego w 1831 r. w Woli Batorskiej szukali schronienia uciekinierzy zza drugiej strony Wisły. W czasie drugiej wojny światowej działały na terenie wsi organizacje partyzanckie – oddziały Armii Krajowej i Batalionów Chłopskich. Ich członkowie brali m.in. udział w próbie zamachu na pociąg wiozący niemieckiego Generalnego Gubernatora Hansa Franka, który próbowano wysadzić w Staniątkach pod Niepołomicami.
Na początku lat 30. XX wieku w Woli Batorskiej istniał zbór Świadków Jehowy, któremu przewodniczył Franciszek Puchała.

## Kościół pod wezwaniem Matki Boskiej Nieustającej Pomocy
W początkowym okresie istnienia Wola Batorska należała do parafii w Igołomi, położonej po przeciwnej stronie Wisły. W 1350 r. na życzenie króla Kazimierza Wielkiego biskup krakowski Jan Bodzanta utworzył nową parafię w Niepołomicach, do której włączył również Wolę Batorską (wówczas Czystebrzegi) oraz sąsiednią wieś Mszczęcin. Dopiero w 1925 r. poczęto czynić starania o utworzenie w Woli Batorskiej odrębnej parafii. Powstał Komitet Budowy Kościoła, ale wobec braku jednomyślności wśród mieszkańców wsi, sprawa ta odwlokła się aż do 1935 r. Wówczas dopiero w budynku gminy urządzono tymczasową kaplicę.
W maju 1936 r. rozpoczęto budowę kościoła, według projektu Jana Franciszka Stobieckiego z Krakowa i Tadeusza Wilkosza (witraże w oknach), a już w czerwcu następnego roku odbyło się jego poświęcenie. Erekcji nowej parafii dokonał w dniu 1 grudnia 1938 r. arcybiskup Adam Stefan Sapieha. Pierwszym proboszczem został ksiądz Andrzej Kiełboń. Jednak wobec sprzeciwów części mieszkańców wsi, przysiółki Kępa i Koźlica nadal należały do parafii w Niepołomicach. Wybuch II wojny światowej w 1939 r. uniemożliwił zakończenie budowy kościoła. Nastąpiło to dopiero w okresie powojennym. Wykonano wówczas tynki, posadzki i instalacje, wyposażono wnętrze, w 1948 r. ustawiono główny ołtarz, wykonany według projektu Wojciecha Maciejowskiego, a w 1950 r. wstawiono do niego obraz Matki Bożej Nieustającej Pomocy, malowany na desce mahoniowej. W 1984 r. na miejscu starej, tymczasowej dzwonnicy, postawiono nową, według projektu Andrzeja Pabiana, o nowoczesnej konstrukcji w kształcie trzech wysokich na 10 m żelbetonowych słupów. W 1985 r. Bolesław Oleszko z Krakowa wykonał polichromię.

## Zabytki
Obiekty wpisane do rejestru zabytków nieruchomych województwa małopolskiego.
- Dwór – leśniczówka Hysne;
- cmentarz z I wojny światowej nr 324;
- cmentarz z I wojny światowej nr 325, ogrodzenie, grupa dębów.

## Kultura
We wsi działa ludowy zespół pieśni i tańca „Nasza Wola”.
Funkcjonuje również ochotnicza straż pożarna, która została założona w 1898.

## Sport
We wsi działa również Klub Sportowy Batory, założony w 1949.